# السيراتوبسات الأولية
السيراتوبسات الأولية (الاسم العلمي: Protoceratopsidae)، وهي فصيلة منقرضة من ديناصورات السيراتوپسيَّات الحديثة. كانت موجودة في آسيا وأستراليا خلال أواخر العصر الطباشيري، بين حوالي 99.6 و 70.6 مليون سنة مضت.